# Listă de actori - P
|  | Listă de actori \| \| Listă de actori - P \| Liste alfabetice de actori și actrițe \| Listă de actrițe A - B - C - D - E - F - G - H - I - J - K - L - M - N - O - P - Q - R - S - T - U - V - W - X - Y - Z |

## Actori - P
| - Al Pacino (* 1940) - Jack Palance (1920 - 2006) - Michael Palin (* 1943) - Eugene Pallette (1889 - 1954) - Chazz Palminteri (* 1952) - Peter Pasetti (1916 - 1996) - Robert Pastorelli (1954 - 2004) - Albert Paulsen (1925 - 2004) - Bill Paxton (* 1955) - Cory Parravano (* 1989) - John Payne (1912 - 1989) - Guy Pearce (* 1967) - Gregory Peck (1916 - 2003) - Amza Pellea (1931 - 1983) - Matti Pellonpää (1951 - 1995) - Chris Penn (* 1962) - Sean Penn (* 1960) - George Peppard (1928 - 1994) | - Anthony Perkins (1932 - 1992) - Matthew Perry (* 1969) - Nehemiah Persoff (* 1919) - Joe Pesci (* 1943) - Werner Peters (* 1918 - 1971) - Paul Petersen (* 1945) - William Petersen (* 1953) - Gérard Philipe (1922-1959) - Ryan Phillippe (* 1974) - Joaquin Phoenix (* 1974) - River Phoenix (1970 - 1993) - Michel Piccoli (* 1925) - Walter Pidgeon (1897 - 1984) - Brad Pitt (* 1963) - Riccardo Pizzuti (* 1934) - Oliver Platt (* 1960) - Rudolf Platte (1904 - 1984) - Donald Pleasence (1919 - 1995) | - Christopher Plummer (* 1927) - Jean Poiret (1926 - 1992) - Sidney Poitier (* 1927) - Roman Polański (* 1933) - Erich Ponto (1884 - 1957) - Mihai Popescu (1909 - 1953) - Mitică Popescu - Dick Powell (1904 - 1963) - Tyrone Power (1914 - 1958) - Axel Prahl (* 1960) - Elvis Presley (1935 - 1977) - Robert Preston (1918 - 1987) - Vincent Price (1911 - 1993) - Prince (* 1958) - Jürgen Prochnow (* 1941) - Bill Pullman (* 1953) |

## Actrițe
|  | Listă de actrițe \| \| Listă de actori \| Liste alfabetice de actori și actrițe \| Listă de actrițe A - B - C - D - E - F - G - H - I - J - K - L - M - N - O - P - Q - R - S - T - U - V - W - X - Y - Z |